# Gamma-glutammilciclotransferasi
La gamma-glutammilciclotransferasi è un enzima appartenente alla classe delle transferasi, che catalizza la seguente reazione:
(5-L-glutammil)-L-amminoacido ⇄ 5-ossoprolina + L-amminoacido
L'enzima agisce sui derivati di L-glutammato, L-2-amminobutanoato, L-alanina e glicina.